# Leiothyrus
Genre
Leiothyrus est un genre d'holothyrides de la famille des Holothyridae.

## Distribution
Ces acariens se rencontrent en Papouasie-Nouvelle-Guinée et en Nouvelle-Guinée occidentale.

## Liste des espèces
- Leiothyrus armatus (Canestrini, 1897)
- Leiothyrus holthuisi van der Hammen, 1983
- Leiothyrus nitidissimus (Thorell, 1882)

## Publication originale
- van der Hammen, 1983 : New notes on Holothyrida (anactinotrichid mites). Zoologische Verhandelingen (Leiden), vol. 207 p. 1-48 (texte intégral).